# 山路爱山
山路爱山（山路 愛山，1865年1月23日—1917年3月15日）是日本明治时期的历史学家，主要著作有《源赖朝》、《足利尊氏》等。